# Trirhabda bacharidis
Trirhabda bacharidis är en skalbaggsart som först beskrevs av Weber 1801.  Trirhabda bacharidis ingår i släktet Trirhabda och familjen bladbaggar. Inga underarter finns listade i Catalogue of Life.